# Carl Schuhmann

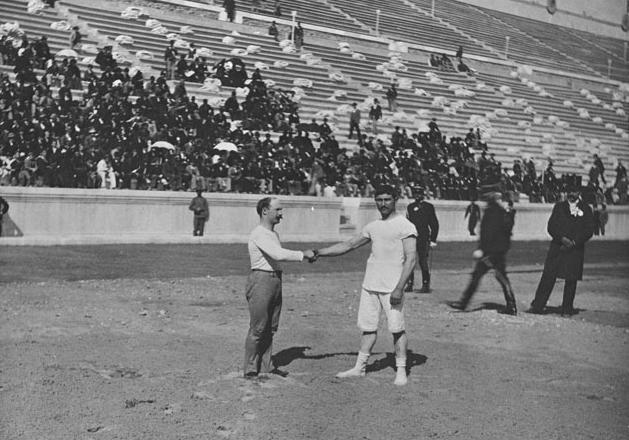
Carl Schuhmann (à gauche) contre le Grec Yeóryios Tsítas avant la finale de l'épreuve de lutte

Carl Schuhmann, né le 12 mai 1869 à Münster et mort le 24 mars 1946 à Berlin, est un sportif allemand qui excellait dans diverses disciplines comme la gymnastique artistique, la lutte, l'haltérophilie ou l'athlétisme. Ainsi, c'est dans ces quatre sports que l'Allemand participe aux Jeux olympiques de 1896 à l'issue desquels il est le sportif le plus titré avec quatre couronnes olympiques, obtenues en gymnastique et en lutte gréco-romaine.

## Les JO de 1896
Carl Schuhmann participe aux Jeux d'Athènes avec la Berliner Turnerschaft (équipe berlinoise de gymnastique) avec laquelle il remporte les épreuves par équipes à la barre fixe et aux barres parallèles. Schuhmann conquiert un troisième titre en s'illustrant en individuel au saut de cheval. Il participe à d'autres épreuves individuelles, mais en l'absence d'informations sur les résultats, seule une cinquième place aux anneaux complète les performances de l'Allemand en gymnastique.
En lutte gréco-romaine, bien que plus léger que la plupart de ses concurrents, Schuhmann obtient une première victoire contre le Britannique Launceston Elliot (pourtant champion olympique en haltérophilie) avant de battre en finale le Grec Yeóryios Tsítas. Le quadruple champion olympique participe également aux épreuves d'athlétisme (saut en longueur, triple saut, lancer du poids). Cependant comme en haltérophilie où il se classe 4e de l'épreuve à deux bras, l'Allemand ne remporte pas de nouvelle médaille.
Il faillit ne pas recevoir ses médailles car il fut considéré comme professionnel. Il n'a été blanchi que juste avant la cérémonie de clôture et de remise des récompenses.

## Palmarès

### Jeux olympiques
- Athènes 1896
  - Gymnastique
    -  Médaille d'or sur l'épreuve du saut de cheval
    -  Médaille d'or sur l'épreuve de barres parallèles par équipes
    -  Médaille d'or sur l'épreuve de barre fixe par équipes
    - 4e de l'épreuve des anneaux
    - Participe aux épreuves individuelles de barre fixe, des barres parallèles et du cheval d'arçon (résultats inconnus).

  - Lutte
    -  Médaille d'or dans l'épreuve de lutte gréco-romaine

  - Athlétisme
    - 5e de l'épreuve du triple saut
    - Participe aux saut en longueur et du lancer du poids (résultats inconnus).

  - Haltérophillie
    - 4e de l'épreuve à deux mains.